# Antony and the Johnsons
Antony and the Johnsons — нью-йоркский музыкальный коллектив, образованный в 1998 году. Состав музыкантов постоянно варьируется, так как коллектив является музыкальным сопровождением солистки Энтони Хегарти.
Название группы отсылает к имени трансгендерной активистки Марши П. Джонсон — драг-квин и участницы Стоунволльских бунтов.
В репертуаре содержатся песни дуэта Дэвид Линч/Анджело Бадаламенти, Current 93, а также композиции на стихи Эдгара Алана По, но обычно автором выступает сама Энтони.
В записи альбомов Antony and The Johnsons участвовали Девендра Банхарт, Бой Джордж, Current 93, Лу Рид, CocoRosie, и многие другие. Дуэтом с Бьорк Энтони записал ряд композиций, появившихся на диске Бьорк под названием «Volta».

## Дискография

### Студийные альбомы
- Antony and the Johnsons (2000)
- I Am a Bird Now (2005)
- The Crying Light (2009)
- Swanlights (2010)
- Cut The World (2012)

### Синглы и ЕР
- I fell in love with a dead boy [Single] (2000)
- Lake [12" Single] (2004)
- The Lake [EP] (2004)
- Hope There’s Someone [12" Single] (2005)
- Hope There’s Someone [EP] (2005)
- You Are My Sister [Australia Single] (2005)
- You Are My Sister [EP] (2005)
- Another World [EP] (2008)
- Thank You For Your Love [EP] (2010)
- Swanlights (2010)
- Swanlights [EP] (2011)